# Phaonia aberrans
Phaonia aberrans är en tvåvingeart som beskrevs av Malloch 1919. Phaonia aberrans ingår i släktet Phaonia och familjen husflugor. Inga underarter finns listade i Catalogue of Life.